# Peponidium madagascariense
Peponidium madagascariense är en måreväxtart som beskrevs av Alberto Judice Leote Cavaco. Peponidium madagascariense ingår i släktet Peponidium och familjen måreväxter. Inga underarter finns listade i Catalogue of Life.